# Paul (bande dessinée)
Pour les articles homonymes, voir Paul.
Paul est une série de bande dessinée créée par Michel Rabagliati. 

## Synopsis
La série met en scène Paul, un père de famille. Certains livres racontent un moment passé de sa vie : dans Paul a un travail d'été, Paul est jeune adulte et passe son été à travailler dans un camp de vacances ; dans Paul à la campagne, il est adolescent et dans Paul au parc, il est enfant.
La série comporte 10 albums. Le tout dernier, intitulé Paul à la maison, est paru en 2019.

## Cinéma
Le réalisateur François Bouvier a adapté l'album Paul à Québec en 2015 en images réelles.

## Titres
- Paul à la campagne, La Pastèque, 1999
- Paul a un travail d'été, La Pastèque, 2002
- Paul en appartement, La Pastèque, 2004
- Paul dans le métro, La Pastèque, 2005
- Paul à la pêche, La Pastèque, 2006
- Paul à Québec, La Pastèque, 2009
- Paul au parc, La Pastèque, 2011
- Paul dans le Nord, La Pastèque, 2015
- Paul à Montréal, La Pastèque, 2016Album hors-série pour le 375e anniversaire de Montréal
- Paul à la maison, La Pastèque, 2019

## Prix et distinctions

### Paul à la campagne
- Festival de la bande dessinée francophone de Québec 2000 - Prix de l'espoir québécois
- Bédélys Québec 2000 - Meilleur album québécois
- Harvey Awards - Best New Talent 2001
- Eisner Award - Nomination
- Ignatz Award - Nomination

### Paul a un travail d'été
- Bédélys Québec 2002 - Bande dessinée québécoise de l'année
- Bédélys Média 2002
- Festival de la bande dessinée francophone de Québec 2003 - Prix Réal-Fillion - Meilleure BD québécoise
- Prix BD Québec - Meilleur album de l'année 2002

### Paul en appartement
- Festival de la bande dessinée francophone de Québec 2005 - Grand Prix de la Ville de Québec

### Paul à la pêche
- Joe Shuster Awards - créateur exceptionnel de Bandes Dessinées Canadien Francophone
- Bédélys Québec 2006 - Association des libraires du Québec - Album québécois de l'année
- Festival de la bande dessinée francophone de Québec 2007 - Grand prix de la ville de Québec
- Meilleure bande dessinée québécoise

### Paul à Québec
- 2010 : Grand prix de la Ville de Québec pour la meilleure bande dessinée québécoise de 2009, au Festival de la bande dessinée francophone de Québec
- 2010 : Bédélys du meilleur album québécois 2009
- 2010 : Bédélys du meilleur album francophone 2009
- 2010 : Fauve FNAC SNCF - Prix du public au Festival international de la bande dessinée d'Angoulême 2010

### La série
- Prix des libraires du Québec 2007 - Mention spéciale pour l'ensemble de la série Paul
- Prix de la série du Festival d'Angoulême 2021, à l'occasion de la sortie de Paul à la maison[1].

## Personnages
Plusieurs personnages sont présents dans la série, parmi lesquels :
- Paul Rifiorati, le personnage principal, père de Rose et conjoint de Lucie. Dans le film, son nom de famille est Rabagliati ;
- Lucie Beaulieu, la femme de Paul, mère de Rose ;
- Rose Rifiorati, la fille de Paul et de Lucie ;
- Robert Rifiorati, le père de Paul
- Aline Rifiorati, la mère de Paul. Décédée d'un cancer dans Paul à la maison
- Denise Chantron, la grand-mère paternelle de Paul ;
- Janette Chantron, la grand-tante de Paul. Décédée dans Paul en appartement ;
- Suzanne Beaulieu, la sœur aînée de Lucie ;
- Monique Beaulieu, la sœur cadette de Lucie ;
- Roland Beaulieu, le père de Suzanne, Lucie et Monique. Décède d'un cancer du Pancréas dans  Paul à Québec  ;
- Lisette Gagnon Beaulieu, la mère de Suzanne, Lucie et Monique ;
- Louis-Philippe, le fils de Suzanne ;
- Mathilde, la fille de Suzanne ;
- Judith, la fille de Monique ;
- Mylène, l'autre fille de Monique ;
- Clément, le conjoint de Monique ;
- Benoit, le conjoint de Suzanne ;
- France, une amie de Lucie ;
- Peter, le mari de France ;
- Brenda, l'agente de Paul ;
- Alain Prud'homme, ami d'enfance de Paul ;
- Biscuit, le chien de Paul ;
- Coco, l'oiseau de Paul ;
- Gilles, l'oncle de Lucie ;
- Fernande, la femme de Gilles ;
- Christian, le fils de Gilles ;
- Nathalie, la fille de Gilles ;
- Coralie, la fille de Nathalie ;
- Julien, le fils de Nathalie ;
- Dominique, une amie de Lucie ;
- Dave, le mari riche de Dominique ;
- Lise et René, des amis de Paul et Lucie ;
- Ettore Rifiorati, le grand-père paternel de Paul.